# Kelet-homszi offenzíva
A 2017-es kelet-homszi offenzíva a szíriai polgárháború folyamán a Szír Fegyveres Erők valamint szövetségesei és az ISIL milicistái között lezajlott katonai offenzíva volt 2017. március-május között.

## Előzmények
A szíriai hadsereg egy március 1-i támadás után elfoglalta a Palmürai-háromszöget, Palmüra várát, a Qatari-kastélyt és al-Amriyah falut, valamint többek között a Jabbal Hayyal és a Jabbal al-Tar hegycsúcsokat. Aznap a szíriai hadsereg és szövetségesei a harci repülőgépek segítségével behatoltak a modern Palmüra területére, és ott annak ellenére, hogy egyes hírek szerint az ISIL visszaverte a támadást, elfoglalták a város nyugati és északnyugati részeit, majd megszerezték az al-Motaqadin utat. Másnap az ISIL sikertelen ellentámadásba kezdett, melynek következtében a megtorlás során a hadsereg megtámadta és teljes egészében elfoglalta a Jabal al-Tar és a Palmüra kastély területét. Az ISIL később, miután aláaknázta a város nagy részét, kivonult onnan. Azonban a visszavonulás fedezésére hagytak hátra öngyilkos merénylőket, akik ezen felül hátráltatták a szíriai hadsereg előretörését. Március 2-án, miután az ISIL elhagyta Palmürát, a Hadsereg teljes egészében átvette a város feletti irányítást. Másnap a Hadsereg elfoglalta a Palmürai Repülőteret, s miután az ISIL-t a repülőtértől keletre fekvő Palmürai Gabonasilókon túlra űzte, a Hadsereg március 4-én biztosította a várost.

## Az offenzíva

### A Hadsereg előretörése Palmürától északra; a Jazal olajmező bevétele
2017. március 5-én a Hadsereg a Jazal olajmezőtől délre, Palmürától északnyugatra emelkedő összes hegyet elfoglalta. Később megtámadták az olajmezőt, ahonnan az ISIL-nek emiatt ki kellett vonulnia. A csoport a kivonulás során felgyújtotta az olajmezőt. Másnapra a Hadsereg biztosította a Jazal Olajmezők teljes területét, és megszerezte a közelben lévő Jazal hegyeket.
Március 7-én a Hadsereg elfoglalta az Al-Amriyah hegyet és a körülötte lévő dombokat, így lőtávolságon belülre kerültek a Palmürai Gabonasilókhoz. Március 13-án a Hadsereg elfoglalta a Palmürai Elektromos Állomást és a várostól délre fekvő Sabkhat al Muh területet. Aznap a Hadsereg elfoglalta a Gabonasilókat is. Ráadásul aznap az övéké lett a Wadi al-Ahmar terület is. Március 14-én a szíriai hadsereg elfoglalta a Mustadirah hegyeket Palmürától északnyugatra. Később a nap korai óráiban a Hadsereg elfoglalta a Mustadirah Gázmezőket is.
Március 15-én a szíriai hadsereg elérte a stratégiai fontosságú Talilah kereszteződést, ahol összecsapásokra került sor. Másnap a Hadsereg elfoglalta Jabal Mazar hegyét, az ahhoz kapcsolódó Hajjana Raktárat, a Palmürai Gázmezőket, és hivatalosan is biztosított minden magas helyszínt Palmüra környékén.
Március 17-én a szíriai hadsereg ismét megtámadta az Al-Talilah kereszteződést és az Al-‘Antar hegységet. Két nappal később a kormányerők elfoglalták a Jabal Mazar most elfoglalt területtől északra emelkedő hegygerincet. Így a közeli Al-Hurm hegység Palmüra északi külvárosában már elérhető volt egy lövéssel is. Aznap később a szíriai hadsereg 5. Légiója biztosította a Talialh-hegységet Palmürától 20 km-re délkeletre.
Március 23-án az ISIL megtámadta a Hadsereg egyik keletre előretolt posztját, ahol négy katonával végeztek. A támadást az újonnan felállított elit ISIL-harcosok csapata visszaverte, akik 24 támadót megöltek, 12-t pedig megsebesítettek. Ezen felül az ISIL egyik járművét is megsemmisítették.
Március 27-én a Hadsereg négy hegycsúcsot és több, Palümrától északra fekvő pontot elfoglalt, valamint megszerezte az 550. Dandár bázisát. Az előretörésnek köszönhetően úgy tűnt, a szíriai kormány hamarosan kezelni tudja régóta fennálló energiaválságát, és egyes jelentések arról szóltak, hogy az ISIL seregei nem sokkal a Hadsereg megjelenése után kivonultak Jirah és Sha’er Gázmezők területéről. Ezután a hadsereg ezeket részeket és a közeli Palmürától északkeletre emelkedő hegyeket elfoglalta. Március 31-én újabb támadást kezdtek Palmüra keleti külterületin, melynek célpontja a stratégiai jelentőségű Arak gázmezőbe vezető út volt. Az SAA aznap néhány pontot megszerzett a Palmüra és Sukhnah között húzódó útból.
Április 2-án az SAA elfoglalta Homsz keleti részén az Abu al-Duhur hegységet. Így lőtávon belülre került számukra az Abu Qulah gát és Wadi Al-Hissu. A jelentések szerint Jabal al-Taj is a Szíriai Arab Hadsereg kezére került. Április 4-én egy olyan hegyláncot foglaltak el Palmürától északra,m mely rálátást biztosít az Arak gázmezőkre.
Miután az USA Tomahawk rakétákat lőtt ki a Sajráti Légibázisra, az ISIL megtámadta a Palmürát őrző szíriai katonákat, és a Légierő hiányában több területet is megszerzett Homsz keleti felén. Megtámadták az al-Furqalas falu szélén ál ellenőrző pontot, bár a támadást visszaverték, és ismét biztosították a Homszt Palmürával összekötő útvonalat.

### A Hadsereg területszerzése Palmürától délre
Április 7-én a szíriai hadsereg Palmürától délre több kilométernyit megszerzett az M-90-es autópályából, farmokra, egy autópályára és egy kőfejtőre tette rá a kezét. Ezzel elvágták az ISIL utánpótlási útvonalát a régióban. Három nappal később a hadsereg elfoglalta az ISILállásait az Al-Abtar hegység keleti felén, és a jelentések szerint elérte a Sawwanah csomópontot, miközben előrehaladtak a Khunayfis foszfátbányák felé. Április 11-én az Al-Abtar hegységben, Matla’ al-Sukkar és Qasr al-Halabat területén erősödtek meg.

### Ismét előretörés északon; az al-Shaer gázmező megszerzése
Az Amaq Hírügynökség szerint a ISIL Sabkha al-Mawah közelébe, Palmüra keleti részén megölte a szíriai hadsereg 11 katonáját. Április 18-án az SAA 5. Légiója a 18. Tankosztaggal közösen elfoglalta az Abu Qilla gátat.
Április 24-én az ISIL-vadászok irányításával az SAA több olyan pontot is elfoglalt, ahonnan kilátás nyílt az al-Shaer gázmezőkre. Április 26-án elfoglalták az al-Shawr gázmezőt valamint az összes olyan hegyet, ahonnan arra rá lehet látni. Április 27-én az SAA az 5. Légió vezetésével és orosz helikopterek támogatásával elfoglalta a Fegyveres Ezred elhagyott bázisát, ezzel is bővítve az előző nap megszerzett területeket, mikor is a Shaer gázmezőket szerezte meg. Aznap az Al-Bayda’a hegység teljes egésze is a Hadseregé lett. Április 28-án a Hadsereg megszerezte a Shaer olajmezők összes olajkútját. Ekkor a kormányerő elkezdték a szintén égő olajmező akna mentesítését.

### A Homsz és Palmüra közötti útvonal biztosítása; Harcok a Shumriyah-hegységben
Április 30-án az SAA az NDF támogatásával Homsz északkeleti részén elfoglalt hat falut és két hegycsúcsot. Ez segített biztosítani a Palmürát Homsszal összekötő útvonalat, Palmüra legfontosabb utánpótlási útvonalát. Az ISIL május 2-án egy ellentámadást hajtott végre a Palmürai Silók és a Talilah kereszteződés között, mely során az Amaq szerint több posztot elfoglaltak, és 11 katonát megöltek.
Május 3-án a Hadsereg elfoglalta a Palmürától nyugatra emelkedő Shumriyah hegységet és három közeli falu területét. Másnap a kormánypárti erők négy posztot foglaltak el a Talilah kereszteződés közelében. Május 6. és 10. között a Hadsereg az Al-Shumriyah hegység keleti felén és az al-Shaer gázmezőkhöz közel hat hegycsúcsot foglalt el. Május 12-én az Orosz Légierővel megerősített szíriai hadsereg elfoglalta Talilah körzet teljes területét. Megszerezték az al-Shumriyah hegység keleti felén lévő kőfejtőket és a Maqla’ Al-Mushairifah Al-Janoubi körzetet, így lőtávolságon belülre került a Jubab Hamad, Rasm Hamida és Habrah Al-Gharbiyah falvakat összekötő útvonal.

## Következmények
Egy offenzíva keretében, melynek a célja az ISIL és a felkelők kiűzése a szíriai sivatag déli részéből, a hadsereg féltucatnyi frontot nyitott, melyek között voltak Palmürától délre és keletre lévők is.

## Külső hivatkozások
- Coalition Airstrike Destroys 168 Da'esh Oil Tanker Trucks in Central Syria
- VIDEO: Palmyra Front (March 3, 2017): Palmyra Liberation: The Road Back from T-4. Archiválva 2017. március 5-i dátummal a Wayback Machine-ben

Koordináták: é. sz. 34,5600°, k. h. 38,2672°34.560000°N 38.267200°E